# Servaas van Leuven

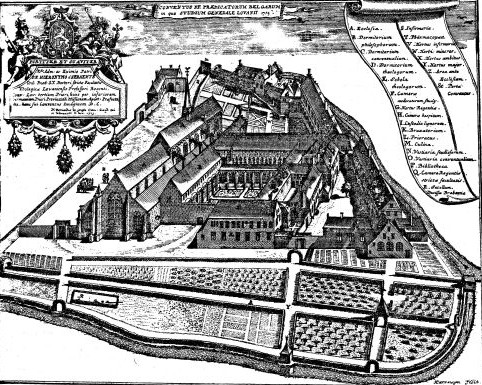
Voormalig klooster der predikheren in Leuven, België

Servaas van Leuven (? – Leuven, 1248) was een predikheer in Leuven in het hertogdom Brabant tijdens de 13e eeuw.
Tijdens zijn leven was Servaas, een kloosterling in Leuven, een weinig bekend figuur. Dit veranderde na zijn dood. Over hem werden verhalen van deugdzaam leven verteld, soms zelfs een heiligenleven zoals in de Acta Sanctorum of in de Diarium Dominicanum. Het was voornamelijk de orde der predikheren of dominicanen die de herinnering aan Servaas levend hield. De deugden van zachtheid en medeleven schreven ze aan hem toe.